# Люк Рокхолд
Люк Скайлър Рокхолд  (роден на 17 октомври 1984 г.) е американски пенсиониран боец по смесени бойни изкуства. Най-известен е с времето си в Ultimate Fighting Championship (UFC), където се състезава в полутежка и средна категория. Той е бивш шампион на UFC в средна категория. Освен че е двукратен световен шампион, Рокхолд печели титлата в средна категория на Strikeforce и я защитава два пъти, като е последният човек, който държи пояса, преди Strikeforce да бъде официално погълнат от UFC през 2013 г. Рокхолд също е запален сърфист, скейтбордист и професионален модел, като е участвал на Седмицата на модата в Ню Йорк и е бил рекламно лице на аромата на Ралф Лорен Polo Blue.